# Sonoko Kawai
Sonoko Kawai (河合その子, Kawai Sonoko, née le 20 juin 1965) est une chanteuse et idole japonaise des années 1980, qui débute en 1985 en rejoignant le groupe pop féminin Onyanko Club, sous le numéro "12".

## Biographie
Sonoko Kawai devient rapidement un des membres les plus populaires du groupe Onyanko Club et débute parallèlement en solo en septembre 1985, et sort notamment le tube Aoi Station en 1986. Elle joue dans quelques drama, dont un premier rôle dans la série Sukeban Deka (I) en 1985 face à Yuki Saito dans un double-épisode. Elle quitte Onyanko Club avant sa séparation en 1987, et continue sa carrière solo jusqu'à son mariage et son retrait en 1990.